# Aleurocanthus shillongensis
Aleurocanthus shillongensis là một loài côn trùng cánh nửa trong họ Aleyrodidae, phân họ Aleyrodinae.
Aleurocanthus shillongensis được Jesudasan & David miêu tả khoa học đầu tiên năm 1991.